# Chāh Dūl
Chāh Dūl (persiska: چاه دول, چَه دُّل) är en ort i Iran.   Den ligger i provinsen Bushehr, i den centrala delen av landet, 700 km söder om huvudstaden Teheran. Chāh Dūl ligger 20 meter över havet och antalet invånare är 404.
Terrängen runt Chāh Dūl är platt. Runt Chāh Dūl är det ganska glesbefolkat, med 43 invånare per kvadratkilometer. Närmaste större samhälle är Shabānkāreh, 4,0 km öster om Chāh Dūl. Trakten runt Chāh Dūl är ofruktbar med lite eller ingen växtlighet.